# 230

## Nașteri
- dată necunoscută: Hostilian  (d. 251)

## Decese
- 19 mai: Papa Urban I  (n. ?)
- 22 noiembrie: Sfânta Cecilia patroana muzicienilor (n. 180)
- dată necunoscută: Chiriac I al Bizanțului episcop al Bizanțului în anii 217-230 (n. ?)